# خاطرات آلن کلارک
خاطرات آلن کلارک (انگلیسی: The Alan Clark Diaries) یک مجموعه تلویزیونی درام بریتانیایی است که در سال ۲۰۰۴ منتشر شد و دربارهٔ خاطرات سیاستمدار حزب محافظه‌کار آلن کلارک است.

## بازیگران
- جان هرت
- جنی اگاتر
- هیو فریزر
- نیکولاس جونز
- جرمی کلاید
- پل بروک